# Pseudoroussoella
Pseudoroussoella is een geslacht van schimmels behorend tot de familie Roussoellaceae. De typesoort is Pseudoroussoella elaeidicola.

## Soorten
Volgens Index Fungorum telt het geslacht twee soorten (peildatum april 2022):
| Soortnaam                     | Auteur(s)                              | Publicatiejaar |
| ----------------------------- | -------------------------------------- | -------------- |
| Pseudoroussoella chromolaenae | Mapook & K.D. Hyde                     | 2020           |
| Pseudoroussoella elaeidicola  | (Konta & K.D. Hyde) Mapook & K.D. Hyde | 2020           |